# Colistium
Colistium es un género de peces de la familia Pleuronectidae, del orden Pleuronectiformes. Este género marino fue descrito por primera vez en 1926 por John Roxborough Norman.

## Especies
Especies reconocidas del género:
- Colistium guntheri (Hutton, 1873)
- Colistium nudipinnis (Waite, 1911)

### Lectura recomendada
- Eschmeyer, William N. 1990. Genera of Recent Fishes. iii + 697.
- Cooper, J. Andrew, and François Chapleau. 1998. Monophyly and intrarelationships of the family Pleuronectidae (Pleuronectiformes), with a revised classification. Fishery Bulletin, vol. 96, no. 4. 686-726.